# Marrubium thessalum
Marrubium thessalum  ist eine Pflanzenart aus der Gattung Andorn (Marrubium) in der Familie der Lippenblütler (Lamiaceae).

## Beschreibung
Marrubium thessalum ist eine ausdauernde, krautige Pflanze mit Wuchshöhen von 30 bis 50 cm. Die Behaarung der Pflanze besteht aus weißlichen Trichomen.
Die Stängel sind wollig-filzig behaart, unverzweigt oder mit einigen kurzen, aufrechten, nicht-blühenden Zweigen versehen. Die Laubblätter sind länglich bis eiförmig-länglich oder verkehrteiförmig. Der Grund ist keilförmig, der Blattrand ist gekerbt, die Oberseite ist filzig, die Unterseite weiß wollig-filzig behaart. Der Blattstiel ist kürzer als die Blattspreite.
Die Blütenstand besteht aus kugelförmigen, vielblütigen Scheinquirlen. Die Vorblätter sind pfriemlich und etwa so lang wie die Kelchröhre. Die Kelchröhre ist 4,5 bis 5,5 mm lang, zehnrippig und vor allem entlang der Rippen mit Sternhaaren filzig behaart. Die fünf Kelchzähne sind 2,5 bis 3 mm lang und werden von der Krone deutlich überragt. Sie sind gerade, gleich lang, aufrecht, pfriemlich und zottig behaart. Die Krone ist 8 bis 12 mm lang, weiß und auf der Außenseite flaumig behaart. Die Kronröhre ist unterhalb der Mitte plötzlich eingeschnürt. Die Oberlippe ist länglich und auf ein Drittel oder bis zur Hälfte bis ein Drittel in zwei spatelförmige Lappen geteilt. Die äußeren Lappen der Unterlippe sind deutlich kleiner als der Mittellappen. Die Klausen messen  2,5 × 1,5 mm und sind am Rücken gefurcht.
Die Blütezeit reicht von Juni bis August.
Die Chromosomenzahl beträgt 2n = 20.

## Vorkommen
Marrubium thessalum kommt im nördlichen Griechenland (Thessalien und Mazedonien) und im südlichen Albanien vor. Die Standorte dieser Kalkpflanze sind felsige Stellen in Weiden der subalpinen und alpinen Stufe, in einer Höhenlage von 1100 bis 2400 Metern. In Schluchten steigt die Art selten bis 500 m hinab.